# Équipe de France de basket-ball en 2011
L'équipe de France de basket-ball en 2011 dispute le championnat d'Europe en Lituanie.

## Une année en bleu

### La préparation
Le 20 mai, le sélectionneur Vincent Collet annonce une première liste de 24 joueurs qui sont susceptibles de participer au championnat d'Europe. Cette liste est réduite à douze joueurs le 14 juin. Cette sélection voit l'arrivée de Joakim Noah, qui doit disputer lors de cette saison ses premiers matchs officiels en équipe de France — il compte alors uniquement trois sélections, des matchs de préparation en 2009 — et le retour de Mickaël Piétrus qui n'a plus joué avec la France depuis le mondial 2006. Les deux nouveaux champions NBA avec les Mavericks de Dallas, Rodrigue Beaubois et Ian Mahinmi, sont absents de cette sélection : Beaubois, blessé au pied lors de la préparation du mondial 2010 avec l'équipe de France, n'a que très peu joué depuis et n'est pas jugé apte à entrer sur un terrain. Vincent Collet explique la non-sélection de Mahinmi par la volonté d'ajouter un profil différent des pivots titulaires, Noah et Turiaf. c'est pourquoi il choisit Ali Traoré. 
Quatre autres joueurs complètent la liste de douze : Kevin Seraphin, Charles Lombahe-Kahudi, Andrew Albicy et Fabien Causeur. Ils participent au début de la préparation et constituent les remplaçants éventuels en cas de blessure.
La préparation doit commencer le 12 juillet avec un stage à l'INSEP de Paris. L'objectif principal de cet Euro est d'obtenir la qualification pour les Jeux Olympiques de Londres. Celle-ci passe par une place en finale - qualification automatique - ou par la possibilité de disputer les tournois pré-olympiques de 2012.
Le 24 juin, Yannick Bokolo déclare forfait pour raison personnelle. Il est remplacé par Abdoulaye M'Baye qui sera en concurrence avec les quatre joueurs remplaçants.
Le 14 juillet, la Fédération française de basket-ball (FFBB) annonce que Mickaël Piétrus est forfait pour la compétition, sans toutefois donner la raison de celui-ci. Elle est communiquée quelques jours plus tard : une blessure au genou « mal diagnostiquée et mal soignée » survenue en décembre 2010. Quelques jours plus tard, les examens médicaux préalables à la préparation révèlent des séquelles d’une ancienne blessure à la cheville droite de Joakim Noah, blessure datant d'un match de playoffs contre les Sixers de Philadelphie. En accord avec son agent, Noah retourne aux États-Unis, à Los Angeles, pour se soigner.
L'équipe de France dispute ses deux premiers matches de préparation face au Canada, infligeant une correction à son adversaire, 106 à 44, lors du premier match puis s'imposant sur le score de 86 à 69. Lors de sa confrontation amicale face à l'Espagne, championne d'Europe en titre, l'équipe de France s'incline lourdement 77-53 sur les terres de la Roja.
Le 10 août, la FFBB annonce qu'Ali Traoré et Abdoulaye M'Baye quittent la sélection pour ne former qu'un groupe de douze joueurs. Vincent Collet explique que, bien qu'initialement prévu dans les douze, Ali Traoré a souffert de la révélation au sein de l'équipe et au même poste de Kevin Seraphin, tandis que la non-sélection d'Abdoulaye M’Baye se justifie par une préférence du sélectionneur pour sécuriser le poste de meneur au profit d'Andrew Albicy.
Lors du tournoi de Londres, les Français s'imposent face à la Grande-Bretagne (82-60) mais perdent sur blessure Ronny Turiaf. Le lendemain, la France bat l'Australie (71-67) . Le jeudi 18 août la France sans Ronny Turiaf (main), Antoine Diot (dos) et Tony Parker (ménagé) défait la Chine pour son troisième match en trois jours. À la suite d'examens passés la veille, Ronny Turiaf déclare forfait pour l'Eurobasket le 19 août 2011 et est remplacé dans l'effectif par Ali Traoré. Pour leur quatrième match du tournoi, les Bleus enchaînent une nouvelle victoire (83-60) face à la Croatie. Lors de l'ultime rencontre, ils écartent la Serbie (80-77), remportant le tournoi avec un bilan de cinq succès et aucune défaite.
Le 23 août, Steed Tchicamboud est appelé pour pallier le forfait d'Antoine Diot, blessé au dos.

Pour son avant-dernier match de préparation avant le début de l'EuroBasket 2011, l'équipe de France reçoit la Bosnie-Herzégovine à Gravelines où elle engrange sa sixième victoire consécutive (85-60). Pour son dernier match de préparation à Liévin, elle s'impose de 30 points contre la Belgique (74-44)et termine numéro 1 des matchs amicaux.

### Le championnat d'Europe 2011

#### 1ertour
Le championnat d'Europe en Lituanie débute le mercredi 31 août 2011. La France est dans le groupe B, composé de l'Italie, d'Israël, de la Lettonie, de l'Allemagne et de la Serbie. Elle est opposée lors du premier match à la modeste équipe de Lettonie privée d'une partie de ses cadres habituels. Les bleus s'imposent 89-78 sous l'impulsion de Tony Parker, auteur de 31 points, bien appuyé par Boris Diaw et Joakim Noah au rebond ainsi que Mickaël Gelabale et Nicolas Batum à 3 points. Du côté letton, Jānis Blūms (32 points) est une menace permanente  pour la défense tricolore. Ce dernier n'est contenu que sur la fin de la rencontre sous la pression défensive de Steed Tchicamboud.
Le 1er septembre, la France rencontre Israël qui a perdu son 1er match du tournoi contre l'Allemagne (91-64) la veille. Les Bleus remportent le match 85-68 avec le cinq majeur faisant la différence aux 1er et 3e quarts-temps de la rencontre.
Le 2 septembre, les Bleus sont opposés à l'Allemagne qui a gagné ses deux premières confrontations du tournoi face à l'Israël et l'Italie. Les Allemands, sous l'impulsion de Dirk Nowitzki et Chris Kaman, prennent le dessus en début de partie avant que les Français ne réagissent en resserrant leur défense à l'image de Florent Piétrus sur Nowitzki et dans le sillage de Tony Parker (32 points) en attaque. Les Bleus gagnent finalement la rencontre 76-65.
Après une journée de repos, les Français reprennent la compétition face à l'Italie le 4 septembre. Les Italiens, qui ont perdu deux de leurs trois premiers matchs se doivent de l'emporter pour espérer pouvoir se qualifier pour la suite du tournoi. Les Azzurri se montrent à leur avantage avec les impacts de ses joueurs étiquetés NBA par Andrea Bargnani (au 1er quart-temps), Marco Belinelli (au 2e quart-temps) et Danilo Gallinari (au 3e quart-temps). Les Français comptent sept points de retard au début de la dernière période mais rattrapent une grande partie de celui-ci sur deux tirs à trois points de Mickaël Gelabale et Steed Tchicamboud. Boris Diaw (21 points) et Nicolas Batum continuent à presser les Italiens en défense et marquent eux aussi des points cruciaux qui permettent aux Français de remporter le dernier quart-temps 31-17. La partie s'arrête finalement sur le score de 91-84.
Pour la dernière journée du 1er tour, la France rencontre la seule équipe encore invaincue dans son groupe, la Serbie. Les deux équipes sont déjà qualifiées mais l'enjeu reste important pour non seulement finir en tête du groupe B, mais aussi obtenir l'avantage de points pour le 2e tour de la compétition dans le groupe E. La rencontre est très disputée des deux côtés du terrain et le score reste serré tout au long du match. À la fin du temps réglementaire, les deux équipes ne sont toujours pas départagées (80-80). Une prolongation de cinq minutes est alors engagée, toujours avec la même intensité et ce sont finalement les Français qui remportent la confrontation (97-96) alors que Duško Savanović manque son tir pour les Serbes à deux secondes de la fin.

#### 2etour
Le deuxième tour de la compétition commence par une rencontre face à la Turquie, vice-champion du monde en titre et qui avait battu la France (95-77) en huitième de finale du championnat du monde en 2010. Les Français souffrent en première mi-temps, surtout à l'intérieur jusqu'à l'entrée en jeu d'Ali Traoré. Les Bleus augmentent alors la pression défensive, multiplient les pertes de balle adverses et marquent en attaque par l'intermédiaire de Nicolas Batum. La deuxième mi-temps commence avec intensité avant que la France creuse l'écart en fin de troisième quart-temps grâce aux tirs primés de Kahudi et Gelabale. À partir de cinq minutes de la fin du temps réglementaire, les Turcs profitent des erreurs des Français pour revenir à deux points au score à quarante secondes du terme. Tony Parker assure cependant ses lancers francs et permet à la France de remporter une victoire précieuse en vue des quarts de finale de l'EuroBasket. Score final : 68-64. Le même jour, la Serbie perd contre la Lituanie ce qui qualifie la France pour les quarts de finale avant les deux derniers matchs.
Le 9 septembre, l'équipe de France, sans Mickaël Gelabale blessé, affronte la Lituanie, hôte de la compétition et favorite avec l'Espagne pour le titre. La France impose une défense de fer qui lui permet de prendre l'avantage dans les 1er et 2e quarts-temps et d'amoindrir la puissance de feu lituanienne dans le 3e quart, faisant tirer la meilleure attaque du tournoi à 41 % de réussite aux tirs sur ce match alors que leur moyenne se situe autour des 57 %. Les Bleus s'appuient notamment sur Nando de Colo (21 points) dans le money time pour remporter la victoire sur les baltes 73-67. Les Français battent aussi le record de victoires consécutives de l'équipe de France (14 victoires depuis leur défaite contre l'Espagne en préparation le 9 août 2011). Le précédent record datait de 1979.
Pour leur dernier match du deuxième tour le 11 septembre, les Bleus sont confrontés à l'Espagne, championne d'Europe en titre. Les deux équipes sont déjà qualifiées pour les quarts de finale. Vincent Collet choisit de faire tourner l'effectif et de laisser au repos ses joueurs cadres, notamment Tony Parker et Joakim Noah en plus de Mickaël Gelabale toujours blessé. La France tient la comparaison jusqu'à la mi-temps (38-39) avant de se faire distancer par les espagnols dans les 3e et 4e quarts-temps. Le score final est sans appel (69-96) mais permet cependant à la France d'éviter la Lituanie et l'Espagne, les deux principaux favoris du tournoi, avant la finale. Les Bleus seront opposés à la Grèce le 15 septembre en quarts de finale.

#### Phase finale

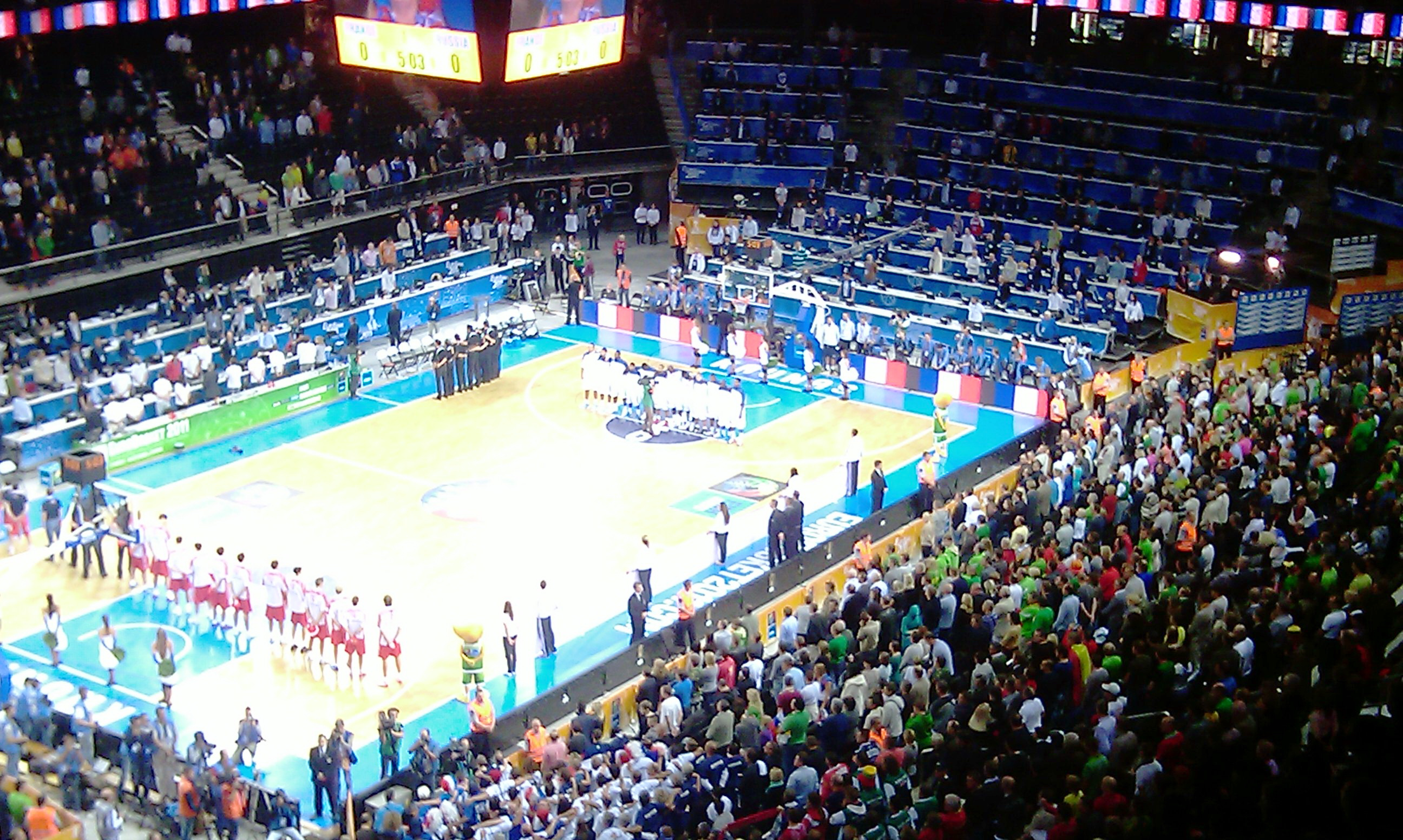
Avant-match contre la Russie en demi-finale

Le 15 septembre, les Français rencontrent l'équipe grecque qui, lors des compétitions précédentes et notamment lors de l'EuroBasket 2005, a souvent fait office de trouble fête pour les Bleus. Le match débute à l'avantage des Grecs qui dominent à l'intérieur, mais les tricolores restent au contact en partie grâce au talent de Nando de Colo (16 points). Finalement, la France prend les devants au quatrième quart-temps sous l'impulsion de Tony Parker (18 points) en attaque et l'impact de Florent Piétrus en défense. Dans un match très serré de bout en bout, la France s'impose 64-56 et est assurée de participer au moins au tournoi préolympique.
Après avoir défait le champion d'Europe 2005 en quart de finale, la France s'attaque au champion 2007, la Russie, en demi-finale le 16 septembre. L'équipe entraînée par David Blatt peut compter sur son joueur emblématique Andreï Kirilenko pour faire face aux Bleus et Tony Parker. Mais dans cette rencontre serrée, ce sont Nicolas Batum et Ali Traoré par leurs actions déterminantes en attaque qui permettent à l'équipe de France de s'échapper au score et de ne plus être rejoint. Les Français remportent ce match 79-71 et se qualifient pour la première fois depuis 1949 pour la finale de l'Eurobasket. L'équipe est aussi automatiquement qualifiée pour les Jeux Olympiques de Londres.

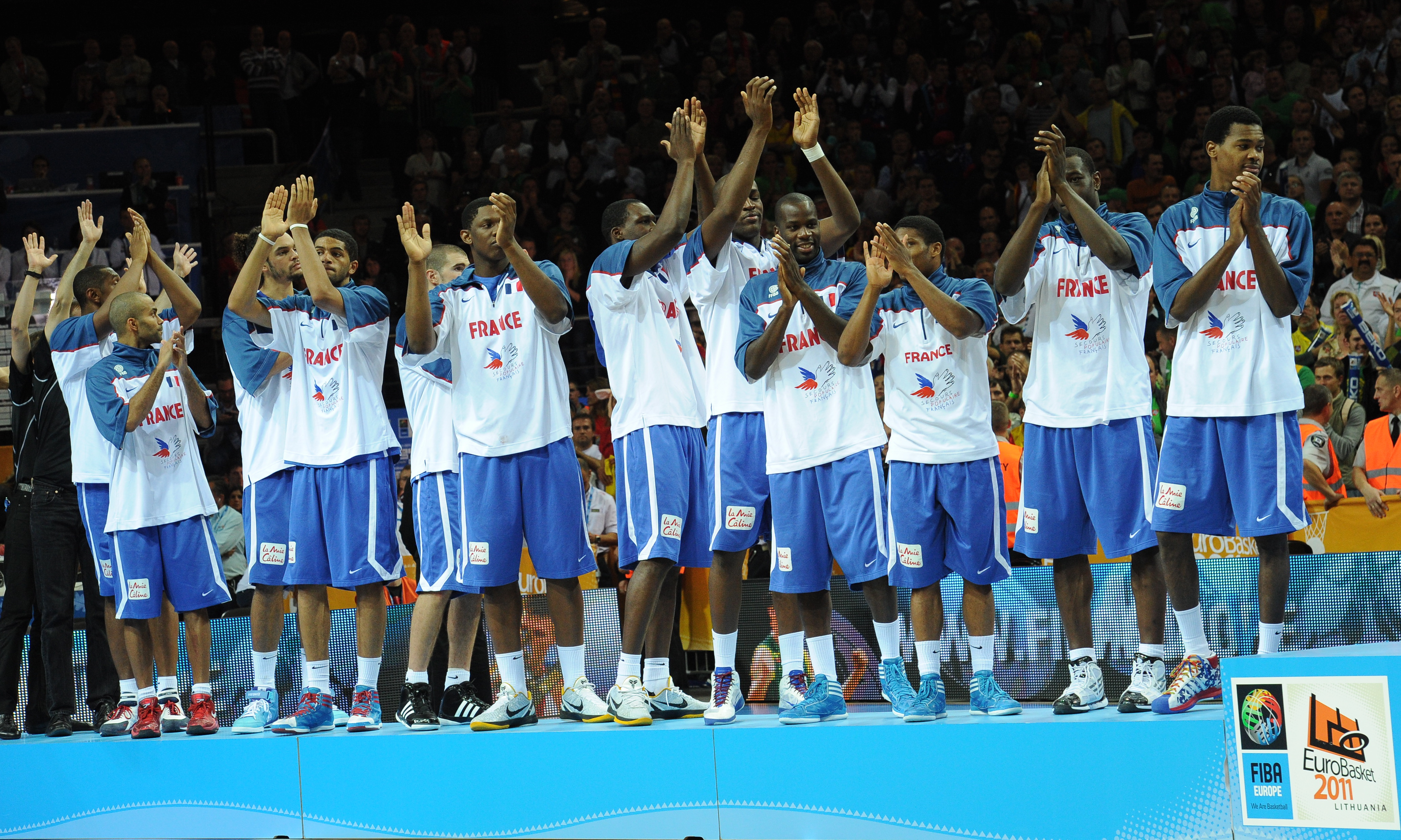
équipe de France lors du Championnat d'Europe 2011 sur le podium (2e place)

Pour la finale de l'EuroBasket 2011 le 18 septembre, la France rencontre l'Espagne. Malgré une bonne entame de la part des Français, c'est l'Espagne qui prend l'ascendant et donne le tempo au match. En plus de ses joueurs emblématiques Juan Carlos Navarro (élu meilleur joueur de la compétition), Pau Gasol et José Calderon en attaque, les Espagnols peuvent aussi compter sur Serge Ibaka auteur de cinq contres dissuasifs dans le deuxième quart-temps pour affirmer leur défense. À chaque remontée au score de la part des Bleus, l'Espagne recreuse un écart important par la suite. Les Français s'inclinent face à plus fort qu'eux 98-85. Tony Parker est élu dans le Cinq Majeur de l'EuroBasket 2011. La France remporte la médaille d'argent de la compétition.

### Palmarès
- Médaille d'argent du championnat d'Europe 2011

## Calendrier
| Date                                                       | Lieu       | Adversaire         | Score      | Compétition | Meilleur marqueur (France) |
| ---------------------------------------------------------- | ---------- | ------------------ | ---------- | ----------- | -------------------------- |
| Stage à INSEP Paris (12 au 16 juillet)                     |            |                    |            |             |                            |
| Stage à Pau (20 au 29 juillet)                             |            |                    |            |             |                            |
| 26 juillet 2011                                            | Pau        | Canada             | V 106-44   | A           | Boris Diaw (16 pts)        |
| 27 juillet 2011                                            | Toulouse   | Canada             | V 86-69    | A           | Tony Parker (16 pts)       |
| Stage à Pau (02 au 7 août)                                 |            |                    |            |             |                            |
| Stage à Almeria (9 août)                                   |            |                    |            |             |                            |
| 9 août 2011                                                | Almeria    | Espagne            | D 53-77    | A           | Tony Parker (15 pts)       |
| Stage à Paris (13 au 14 août)                              |            |                    |            |             |                            |
| Stage à Londres (16 au 21 août)                            |            |                    |            |             |                            |
| 16 août 2011                                               | Londres    | Grande-Bretagne    | V 82-60    | A           | Tony Parker (23 pts)       |
| 17 août 2011                                               | Londres    | Australie          | V 71-67    | A           | Tony Parker (27 pts)       |
| 18 août 2011                                               | Londres    | Chine              | V 76-59    | A           | Nicolas Batum (15 pts)     |
| 20 août 2011                                               | Londres    | Croatie            | V 83-60    | A           | Tony Parker (12 pts)       |
| 21 août 2011                                               | Londres    | Serbie             | V 80-77    | A           | Tony Parker (24 pts)       |
| Stage dans le Nord de la France (24 au 27 août)            |            |                    |            |             |                            |
| 26 août 2011                                               | Gravelines | Bosnie-Herzégovine | V 85-60    | A           | Tony Parker (21 pts)       |
| 29 août 2011                                               | Liévin     | Belgique           | V 74-44    | A           | Nicolas Batum (18 pts)     |
| Stage à Siauliai (29 au 30 août)                           |            |                    |            |             |                            |
| Championnat d'Europe en Lituanie (31 août au 18 septembre) |            |                    |            |             |                            |
| 31 août 2011                                               | Siauliai   | Lettonie           | V 89-78    | CE          | Tony Parker (31 points)    |
| 1er septembre 2011                                         | Siauliai   | Israël             | V 85-68    | CE          | Tony Parker (21 points)    |
| 2 septembre 2011                                           | Siauliai   | Allemagne          | V 76-65    | CE          | Tony Parker (32 points)    |
| 4 septembre 2011                                           | Siauliai   | Italie             | V 91-84    | CE          | Boris Diaw (21 points)     |
| 5 septembre 2011                                           | Siauliai   | Serbie             | V 97-96 ap | CE          | Tony Parker (24 points)    |
| 7 septembre 2011                                           | Vilnius    | Turquie            | V 68-64    | CE          | Tony Parker (20 points)    |
| 9 septembre 2011                                           | Vilnius    | Lituanie           | V 73-67    | CE          | Nando de Colo (21 points)  |
| 11 septembre 2011                                          | Vilnius    | Espagne            | D 69-96    | CE          | Kevin Seraphin (18 points) |
| 15 septembre 2011                                          | Kaunas     | Grèce              | V 64-56    | CE          | Tony Parker (18 points)    |
| 16 septembre 2011                                          | Kaunas     | Russie             | V 79-71    | CE          | Tony Parker (22 points)    |
| 18 septembre 2011                                          | Kaunas     | Espagne            | D 85-98    | CE          | Tony Parker (26 points)    |

Légende
- D : Défaite • V : Victoire • AP : Après Prolongation
- A : match Amical • CE : Championnat d'Europe

## Joueurs
Équipe de France retenue pour le championnat d'Europe :
| #  | Poste                | Joueur                 | Nombre matchs | Points marqués | Club(s) 2010-2011        |
| -- | -------------------- | ---------------------- | ------------- | -------------- | ------------------------ |
| 7  | Meneur               | Andrew Albicy          | 16            | 31             | Paris-Levallois          |
| 5  | Ailier               | Nicolas Batum          | 21            | 270            | Portland Trail Blazers   |
| 12 | Meneur - Arrière     | Nando de Colo          | 21            | 166            | Valencia Basket Club     |
| 13 | Ailier - Ailier fort | Boris Diaw             | 21            | 175            | Charlotte Bobcats        |
| 15 | Ailier               | Mickaël Gelabale       | 19            | 130            | ASVEL Lyon-Villeurbanne  |
| 8  | Ailier               | Charles Lombahe-Kahudi | 17            | 43             | Le Mans SB               |
| 4  | Pivot                | Joakim Noah            | 18            | 143            | Chicago Bulls            |
| 9  | Meneur               | Tony Parker            | 19            | 381            | San Antonio Spurs        |
| 11 | Ailier fort          | Florent Piétrus        | 21            | 63             | Valencia Basket Club     |
| 6  | Pivot                | Kevin Seraphin         | 19            | 102            | Washington Wizards       |
| 14 | Meneur               | Steed Tchicamboud      | 8             | 21             | ES Chalon                |
| 10 | Pivot                | Ali Traoré             | 16            | 106            | Virtus Rome              |
| NA | Meneur               | Rodrigue Beaubois      | -             | -              | Dallas Mavericks         |
| NA | Meneur - Arrière     | Yannick Bokolo         | -             | -              | BCM Gravelines-Dunkerque |
| NA | Arrière - Meneur     | Fabien Causeur         | -             | -              | Cholet Basket            |
| NA | Meneur               | Antoine Diot           | 4             | 6              | Le Mans SB               |
| NA | Ailier               | Ilian Evtimov          | -             | -              | ES Chalon                |
| NA | Ailier               | Evan Fournier          | -             | -              | Poitiers                 |
| NA | Pivot                | Ian Mahinmi            | -             | -              | Dallas Mavericks         |
| NA | Arrière              | Abdoulaye M'Baye       | 1             | 5              | Strasbourg               |
| NA | Arrière - Ailier     | Mickaël Piétrus        | -             | -              | Phoenix Suns             |
| NA | Ailier               | Kim Tillie             | -             | -              | ASVEL Lyon-Villeurbanne  |
| NA | Ailier fort          | Ronny Turiaf           | 4             | 25             | New York Knicks          |
| NA | Ailier fort          | Luc-Arthur Vebobe      | -             | -              | Cholet Basket            |

Note : Les joueurs surlignés en gris font partie de la pré-sélection de l'équipe de France mais non retenus dans le groupe final disputant le championnat d'Europe 2011 en Lituanie
- : Capitaine
- : Joueur blessé

## Staff
Entraîneur :  Vincent Collet

Assistants :  Jacky Commères et  Ruddy Nelhomme